# Mira Modelska-Creech
Mirosława Zofia Modelska-Creech (ur. 30 marca 1946 w Warszawie) – polska wykładowczyni, poetka, pisarka i tłumaczka.

## Życiorys
Absolwentka Uniwersytetu Warszawskiego (pedagogika, psychologia). W 1972 wyjechała do Stanów Zjednoczonych, gdzie zamieszkała na stałe. Według biogramu poprzedzającego wywiad dla radia WNET, na Uniwersytecie Warszawskim studiowała rusycystykę, specjalizując się w dziejach 300-letniej dynastii Romanowów, a następnie doktoryzowała się z prakseologii w Polskiej Akademii Nauk u profesora Witolda Kieżuna.
Według jej słów wykładała na Wydziale Historii i Dyplomacji Georgetown University, gdzie prowadziła seminaria na tematy związane z Polską, Europą Wschodnią i Związkiem Radzieckim, ale na stronie uniwersytetu nie ma żadnych wzmianek na jej temat. Wykładała też na Uniwersytecie Warszawskim i gościnnie w Wyższej Szkole Kultury Społecznej i Medialnej w Toruniu. W bazie cytowań Scopus i w wyszukiwarce Google Scholar brak śladów jej działalności naukowej.
Była też tłumaczem kabinowym. Pracowała dla takich organizacji jak: Bank Światowy, Międzynarodowy Fundusz Walutowy, ONZ, Kongres i Senat Stanów Zjednoczonych, Biblioteka Kongresu, Pentagon, Departament Stanu, Biały Dom i NASA. Specjalizowała się w trójkierunkowych tłumaczeniach kabinowych: angielsko-polsko-rosyjskich. Tłumaczyła m.in. Jimmy'ego Cartera, Michaiła Gorbaczowa, Billa Clintona i Lecha Wałęsę.
W 2009 roku została wydana książka jej stryja Tadeusza Modelskiego – Byłem szefem wywiadu u naczelnego wodza. Modelska-Creech była tłumaczem książki i opatrzyła wstępem polskie wydanie. Sam tytuł publikacji wprowadza w błąd, ponieważ Modelski był szefem Działu Bezpieczeństwa w Ministerstwie Spraw Wewnętrznych w latach 1943–1944 (cywilnym pracownikiem kontrwywiadu, a nie wywiadu).
Napisała wstęp do wydanego w 2018 roku reprintu książki Hennecke Kardela Hitler założycielem Izraela?.
W 2021 wydała książkę Lichwa. Likwidator życia i majątku. W związku z tą publikacją zarzuca się jej promowanie antysemityzmu. Zarzuty spowodowały odwołanie spotkania promocyjnego w Państwowej Szkole Muzycznej w Suwałkach, planowanego na 1 grudnia 2022 r.
W wyborach parlamentarnych w 2019 wystartowała do Sejmu jako bezpartyjna kandydatka z listy Konfederacji Wolność i Niepodległość w okręgu wyborczym nr 19. Nie uzyskała mandatu (otrzymała 3303 głosy).
26 lutego 2021 roku brała udział, jako Senator Większy, w jednodniowej I Nadzwyczajnej Radzie Senatu Królestwa Polskiego-Lehii i została mianowana Emisariuszem Królestwa Polskiego-Lehii ds. kontaktu z Donaldem Trumpem.
Działaczka społeczna i polonijna. Uczestniczy w wykładach i debatach historyczno-politycznych. Jest prezesem Stowarzyszenia „Wars i Sawa”, zajmującego się upamiętnieniem dziejów i ofiar KL Warschau.

## Publikacje
- Poezje, Oficyna Wydawnicza Szczepan Szymański, Warszawa 1996[16]
- Wiersze polityczno-ekonomiczne sprywatyzowane, Wydawnictwo Techniczno-Reklamowe „Opal”, Warszawa 2014[17]
- Zapiski bez cenzury, Oficyna Wydawnicza ASPRA-JR, Warszawa 2015
- Wymarsz do wielkiego świata, Oficyna Wydawnicza ASPRA-JR, Warszawa 2017[18]
- Lichwa. Likwidator życia i majątku, Wydawnictwo 3dom, Częstochowa 2021